# 蓬其國家公園
蓬其國家公園（Pench National Park）是位於印度中央邦的國家公園，建於1975年，面積257.26 km2（99.33 sq mi）。包括了蓬其老虎保護區，並也以蓬其河得名，蓬其河從北向南流經公園，将公國分為面積區分幾乎相等的西部和東部兩半區域，兩半區域分别名為塞奥尼（Seoni）、欣德瓦拉（Chhindwara），兩區皆是森林茂密的區域。於1965年宣布此區域成為生態保護區，1975年升格為國家公園，1992年列為老虎保護區。
國家公園由許多乾燥的落葉林與動植物组成，包括老虎、各種鹿和鳥類。2011年，該公園獲得了“最佳管理獎”。 該公園可從保尼的7號國道到達，並可通過該區的兩個出入口圖利亞和卡瑪吉里到達國家公園。
此地的森林保護區是魯德亞德·吉卜林的小說叢林奇譚的發祥地。

## 外部連結
- 蓬其國家公園 （页面存档备份，存于） - 印度中央邦版